# Эхинопсин
Эхинопси́н (англ. Echinopsine, от лат. Ecinops — получил названия от растения, содержащего этот алкалоид. Брутто-формула C10H9NO) — ядовитый алкалоид хинолинового ряда с систематическим наименованием 1-метил-1,4-дигидрохинолин-4(1H)-он, содержащийся в семенах мордовника (лат. Fructus Echinopsis).

## Получение
Эхинопсин получают экстракцией из растительного сырья и последующей очисткой из семян мордовника шароголового (лат. Echinops sphaerocephalus).
Возможно также получение через реакцию Конрада — Лимпаха (получение 4-оксихинолинов конденсацией эфиров β-кислот с ароматическими аминами с последующей циклизацией образовавшихся анилов β-кетоэфиров) с последующим метилированием вторичных аминов по Кларку — Эшвайлеру.

## Физические свойства
Эхинопсин растворим в кипящей воде, хлороформе, этаноле. Плохо растворим в эфире.

## Биологическое действие
Эхинопсин угнетает активность холинэстеразы и тем самым стимулирует рефлекторную возбудимость центральной нервной системы (ЦНС). В малых дозах оказывает возбуждающее действие на животных, оказывает общее тонизирующее действие и повышает артериальное давление, в больших вызывает судороги с последующим общим угнетением.
Близок по действию к стрихнину и секуринину, но гораздо менее токсичен. Минимальная летальная доза (LDLo) при подкожном введении составляет 600 мг/кг для мышей и 240 мг/кг для крыс.
Повышает рефлекторную возбудимость спинного мозга.

## Применение

### В фармакологии
В Государственной Фармакопее СССР эхинопсина нитрат (Echinopsine nitrate) был зарегистрирован как аналептическое средство (номер регистрации препарата — 71/566/32, фармакологическая группа по АТК — R07AB Стимуляторы дыхательного центра англ. Respiratory Stimulants), регистрация аннулирована в 1981 г.
В медицинской практике ранее применялся при мышечной атрофии, периферических параличах и парезах, при радикулитах и плекситах, а также при гипертонии.
Препараты, содержащие эхинопсин, употребляют только под строгим наблюдением врача, так как этот алкалоид оказывает сильнейшее действие на центральную нервную систему.

## Безопасность
Соединение весьма токсично, при работе с растворами следует учитывать требования NFPA 704 3-го класса опасности для здоровья. Вещество из растворов легко впитывается через кожу.